# Ярополк Мстиславич
Ярополк Мстиславич (ок. 1123 или ок. 1128 или 1132 — после 2 сентября 1149) — князь поросский, сын Мстислава Великого от второго брака с дочерью новгородского посадника Дмитра Завидича. 

## Биография
В летописях есть только несколько упоминаний князя под 1149 годом. Тогда Ярополк Мстиславич участвовал в усобице между своим братом Изяславом Мстиславичем и Юрием Долгоруким на стороне брата. 23 августа 1149 года противники сошлись в битве возле Переяславля. В сражении одержали победу войска Юрия Долгорукого. Изяслав бежал сначала в Киев, а потом в Луцк. О Ярополке с тех пор больше нет никаких упоминаний. Видимо, он вскорости умер. 
Ярополк Мстиславич вероятно был поросским князем, во всяком случае, в битве он участвовал вместе с поршанами. Никоновская летопись прямо называет его князем поросским. 

## Старшинство
По мнению части исследователей, Ярополк был старшим сыном Мстислава от второго брака (1123 год). А. Ф. Литвина и Ф. Б. Успенский полагают, что он родился уже во времена киевского княжения его отца, но раньше чем Владимир Мстиславич (род. 1131/1132), относя его рождение примерно к 1128 году. Автор фундаментального труда по генеалогии Мстиславичей Д. Домбровский считает, что Ярополк был самым младшим, возможно, посмертным ребенком Мстислава Великого, родившимся в 1132 году.

## Семья
В источниках нет упоминаний о жене и детях Ярополка. По мнению А. Ф. Литвиной и Ф. Б. Успенского, он — один из претендентов на роль отца Василько Ярополковича.